# 迪昂德拉·恰乔翁
迪昂德拉·恰乔翁（法語：Diandra Tchatchouang，1991年6月14日—），法国女子篮球运动员，2013年欧洲女子篮球锦标赛银牌得主、2015年欧洲女子篮球锦标赛银牌得主、2017年欧洲女子篮球锦标赛银牌得主、2021年欧洲女子篮球锦标赛银牌得主、2020年夏季奥运会女子铜牌得主。